# George Emslie, Baron Emslie
George Carlyle Emslie, Baron Emslie PC MBE (* 6. Dezember 1919 in Glasgow; † 21. November 2002) war ein britischer Jurist, der zwischen 1972 und 1989 als Lord Justice General und Lord President of the Court of the Session oberster Richter Schottlands war und 1980 als Life Peer aufgrund des Life Peerages Act 1958 Mitglied des House of Lords wurde. Als Rechtsanwalt vertrat er unter anderem 1963 Ian Campbell, 11. Duke of Argyll in einem skandalträchtigen Scheidungsprozess gegen dessen dritte Frau Margaret Campbell, Duchess of Argyll.

## Leben

### Studium und Zweiter Weltkrieg
Emslie, dessen Vater Manager bei der North British and Mercantile Insurance Company war, begann nach dem Besuch der angesehenen High School of Glasgow ein Studium der Fächer Kunstgeschichte und Rechtswissenschaften an der University of Glasgow, da zu dieser ein rechtswissenschaftliches Studium an schottischen Universitäten nur in Verbindung mit einem zweiten Studiengang möglich war.
Nach Ausbruch des Zweiten Weltkrieges unterbrach er 1940 das Studium, um als Leutnant seinen Militärdienst bei den Argyll and Sutherland Highlanders abzuleisten. Zwischen 1942 und 1946 nahm er an Einsätzen seines Verbandes in Nordafrika, Italien, Griechenland sowie Österreich teil und wurde für seine Verdienste im Kriegsbericht erwähnt (Mentioned in Despatches). Nachdem er 1944 die Stabsakademie in Haifa absolviert hatte, wurde er im Alter von gerade 25 Jahren zum Major befördert und fungierte bis 1946 als Brigade Major einer Infanterie-Brigade. 1946 wurde er als Member des Order of the British Empire (MBE) ausgezeichnet.

### Rechtsanwalt und Staatsanwalt
Nach seinem Ausscheiden aus dem aktiven Militärdienst nahm er sein Studium an der University of Glasgow wieder auf und erhielt nach Abschluss des Studiums 1948 seine anwaltliche Zulassung. 1955 wechselte er zunächst in den Staatsdienst und fungierte als Anklagevertreter (Advocate Depute) an verschiedenen Sheriff Courts, den unteren Gerichten Schottlands. Bereits 1957 wurde er zum Kronanwalt (Queen’s Counsel) ernannt.
1961 leitete er eine öffentliche Untersuchung über Mieten, die kommunale Behörden im Auftrag des Schottland-Ministers (Secretary of State for Scotland) erhoben. Kurz zuvor war bekannt geworden, dass ein Drittel der Mieter der Grafschaft viermal so viel für die Miete ihrer Fernseher bezahlen würden wie für ihre elektrifizierten und mit Heizungen ausgestatteten Wohnungen.

#### Der Scheidungsprozess des Duke of Argyll
1963 war er Rechtsvertreter von Ian Campbell, 11. Duke of Argyll in einem bereits 1959 begonnenen skandalträchtigen Scheidungsprozess gegen dessen dritte Frau Margaret Campbell, Duchess of Argyll. Der Duke of Argyll, der Chef des Clan Campbell ist sowie den erblichen Titel eines Master of the Royal Household of Scotland bekleidete, verklagte seine Ehefrau auf Scheidung wegen Ehebruchs mit drei Männern.
Die Klage wurde elf Tage lang beim Gericht in Edinburgh verhandelt und brachte unter anderem eine Fotografie der Duchess zu Tage, in der sie bis auf eine dreireihige Perlenkette nackt war und sich in einem sexuellen Akt mit einem Mann war, dessen Gesicht nicht zu sehen war und dessen Identität jahrelang Thema von Spekulationen war. Weiterhin legte Emslie ein Tagebuch der Duchess vor, in der sie die Qualitäten einer Reihe von Liebhabern in zahllosen Situationen beschrieb.
Der Vorsitzende Richter des Gerichts, John Wheatley, ließ das Tagebuch zu, nachdem Emslie herausstellte, dass es offen auf ihrem Nachttisch lag, und daher nicht als vertraulich eingestuft werden könne. In seinem Urteil führte Wheatley aus, dass die Duchess „eine völlig promiskuitive Frau sei, deren Haltung zur Ehe das sei, was Moderne als erleuchtet bezeichnen würden, was aber im Klartext völlig unmoralisch sei“ (‚a completely promiscuous woman [whose] attitude towards marriage was what moderns would call enlightened, but which in plain language was wholly immoral‘).

### Richter und Aufstieg zum Lord Justice General
1963 wurde Emslie zunächst Schottland von Perth und Angus und damit zuständiger Richter für diese Bezirke. Im Anschluss erfolgte 1965 seine Berufung zum Dean of the Faculty of Advocates und damit zum Vorsteher der Organisation der Anklagevertreter vor den Gerichten Schottlands wie insbesondere dem Court of Session (Oberstes Zivilgericht) und dem High Court of Justiciary (Oberstes Strafgericht).
1970 wurde er als Senator of the College of Justice and Lord of Session zum Richter an diesen beiden Obersten Gerichtshöfen Schottlands berufen.
Als Nachfolger von James Latham Clyde, Lord Clyde wurde Emslie 1972 Lord Justice General sowie zugleich Lord President of the Court of the Session und war damit bis zu seiner Ablösung durch David Hope 1989 oberster Richter Schottlands. Daneben erfolgte auch seine Ernennung zum Privy Councillor.
In einer seiner bedeutendsten Entscheidungen entschied er, dass die von der Labour Party beherrschte Stadtverwaltung 1972 eine selektive Schulauswahl treffen müssen. Daneben sprach er sich für die grundsätzlich vorgesehene lebenslange Freiheitsstrafe bei Mord aus und entschied in einem Urteil aus dem 1983, dass der Verkauf von Klebstoff-Schnüffel-Tüten an Kinder eine Straftat darstelle. Nach seiner Meinung unterfiel die Verwendung einer gefährlichen Substanz wie Schnüffelstoffe dem Begriff der Straftat nach dem Common Law von Schottland, auch wenn die Straftat an sich noch nicht erfasst sei. In Urteilen aus dem Jahr 1989 entschied er schließlich, dass ein Ehemann wegen der Vergewaltigung gegen seine Ehefrau angeklagt werden könnte, und dass Eltern das Recht hätten, ihre Kinder zu schlagen.

#### Zulassung einer privaten Anklage imGlasgow Rape Case
Während dieser Zeit war er kraft Amtes auch Präsident des Berufungsgerichts und ließ in dieser Funktion 1982 die private Anklage gegen eine Gruppe von drei Jugendlichen wegen Vergewaltigung zu, nachdem die öffentliche Anklage der Krone im September 1981 gescheitert war. Die Anklage im sogenannten „Glasgower Vergewaltigungsfall“ (‚Glasgow Rape Case‘) wurde fallen gelassen, nachdem Zweifel über den Geisteszustand des Opfers und ihrer Fähigkeit zur Aussage aufkommen. Der Fall führte zu erheblichen Kontroversen und letztlich zum Rücktritt des konservativen Abgeordneten des House of Commons Nicholas Fairbairn als Solicitor General for Scotland. Trotz der öffentlichen Aufmerksamkeit, den der Fall hervorrief, entschied Emslie nach einer neuen psychiatrischen Untersuchung des Opfers, dass eine private Anklage berechtigt sei, obwohl er zur Kenntnis nahm, dass durch die Vorgeschichte ein Präjudiz geschaffen wurde. In seiner Entscheidung führte er aus, dass ein fairer Prozess von höchster Wichtigkeit sei, aber auch das öffentliche Interesse in der Verwaltung der Justiz und die Prozesse von Straftätern zu berücksichtigen waren.
Diesem letzten Aspekt des öffentlichen Interessen in diesem Fall musste nach seiner Ansicht großes Gewicht beigemessen werden, ergänzte aber auch, dass die öffentliche Erinnerung an Zeitungsartikel berüchtigterweise kurz ist. Er gewährte einen nur selten genutzten Strafbrief, um die Angeklagten in Haft zu nehmen und die private Strafverfolgung zuzulassen. Die drei Angeklagten wurden später wegen der Tat verurteilt.

### Oberhausmitglied und Familie
Durch ein Letters Patent vom 11. Februar 1980 wurde Emslie aufgrund des Life Peerages Act 1958 als Life Peer mit dem Titel Baron Emslie, of Potterton in the District of Gordon, in den Adelsstand erhoben und gehörte dem House of Lords bis zu seinem Tod als Mitglied an. Die offizielle Einführung (House of Lords) erfolgte mit Unterstützung von Kenneth Diplock, Baron Diplock und James Mackay, Baron Mackay of Clashfern am 13. Februar 1980. 1987 wurde er Fellow der Royal Society of Edinburgh (FRSE).
Aus der 1942 geschlossenen Lilias Ann Mailer Hannington gingen drei Söhne hervor. Die beiden älteren Söhne waren wie ihr Vater Senator of the College of Justice, und zwar George Emslie, Lord Emslie zwischen 2001 und 2012 sowie Derek Emslie, Lord Kingnorth von 1996 bis 2010. Der jüngste Sohn Richard Hannington Emslie ist ein in Südafrika tätiger Fachmann für Nashörner.